# Бої за Лебедин
Бої за Лебедин — періодичні сутички, що почалися 26 лютого 2022 року навколо міста Лебедина Сумського району Сумської області в ході російського вторгнення в Україну.

## Хід подій

### 26-27 лютого
З вечора 26 лютого українські військові тримали ворога на околиці міста. Серед них були жертви. На 22.45 у Кам'яному зав'язався бій.
Після обіду 26 лютого селом Бишкінь Лебединської громади пройшла колона ворожих танків. Російські військові після обстрілів з танків та наступних пожеж залишили по собі знищені й напівзруйновані будівлі. Окупанти таборувалася і в людських хатах, де не було власників, і в лісочку неподалік.
На ранок 27 лютого до лікарень Лебедина було доправлено 5 військовослужбовців після обстрілів. Майже всі вони отримали вогнепальні поранення в районі лебединської вулиці Батютенка. За інформацією обласного центру екстреної медичної допомоги та медицини катастроф, поранених цивільних до лікарень міста не привозили.
У бою під Лебедином в ніч на 27 лютого від кульового поранення загинув 37-річний уродженець села Капустинці Олександр Смілян.

### 28 лютого
В обід колона військової техніки РФ пішла з боку Лебедина на Тростянець.
Близько 18:00 стало відомо, що біля села Куличка на Лебединщині українські війська знищили базу російських військових за допомогою Байрактара. Знищені 96 танків, 20 градів і 8 заправників. Цивільних в цьому районі не було.
28 лютого в районі Штепівки після спроби проникнути в покинуту бойову машину загинув місцевий мешканець. Техніка була замінована.

### 1-3 березня
У ніч з 1 на 2 березня 2022 року українці поблизу села Бішкинь на Лебединщині знищили близько 100 одиниць російської техніки, головним чином, танки та БТР.
В обід 3 березня 93-тя окрема механізована бригада ЗСУ «Холодний Яр» знешкодила росіян поблизу села Московський Бобрик на Лебединщині. Знищено російські танки Т-72Б3, Т-80У та іншу бронетехніку. Під час перебування у селі російські фашисти грабували магазини, займались мародерством, спалили машину голови сільради.
Близько 21 години вечора 3 березня окупанти знову почали масове бомбардування Сум та області, зокрема, був обстріл Недригайліва, Боромлі, Бездрика, Лебедина..

### 4-7 березня
4 та 5 березня Лебедин дві доби повністю залишався без електропостачання. О 7 годині 5 березня пролунала сирена через загрозу авіаудару у Лебедині. Авіабомби, які скинули російські льотчики на цивільних людей по вулиці Привокзальній у Лебедині, пошкодили понад десяток приміщень приватних підприємців. Загалом це були гаражі з транспортом місцевих перевізників, автомайстерні та місце продажу запчастин для автівок. Від ударної хвилі, спричиненої російською авіабомбою повибивало вікна у багатоповерхівках та зруйнувало гаражі. Артилерійські обстріли продовжувались весь день.
На вечір 5 березня стало відомо про захоплення у полон цивільних громадян, які рухались автівками за межами міст. Керівник військової адміністрації Дмитро Живицький повідомив, що безпечно виїхати із Лебедина, а також Сум, Охтирки та Тростянця наразі неможливо, бо «російські військові грабують і подекуди розстрілюють машини українських мирних людей».
Увечері 5 березня до Лебедина прибула колона російських танків. Перед цим вони повністю зайняли село Станове Тростянецької громади. По центральній вулиці та прилеглих у кожному дворі села вони поставили по російському танку. За інформацією голови обласної військової адміністрації Дмитра Живицького, у жителів села відібрали мобільні телефони. Вони вдиралися в будівлі, просили поїсти та помитися. Таким «живим щитом» прикривалися майже весь день 5 березня.
Через артобстріли та авіаудари по населених пунктах російськими військами 6 березня без електроенергії, за даними військової адміністрації, залишалося багато абонентів Лебедині. За фактом знищення будівлі Лебединського хлібзаводу, внаслідок авіаударів з російських літаків, прокуратура розпочала досудове розслідування.
У Лебедині після пошкодження електромережі, 7 березня було частково відновлено електропостачання.

### 8-9 березня
Вдруге руйнували оселі селян Бішкені окупанти 8 березня. Також грабували майно. Російські військові пішли із Бишкіні 10 березня ввечері
О 1 годині ночі з 8 на 9 березня військова авіація РФ нанесла удар по Лебедину. В результаті шести пусків знищено два житлових будинки на вулиці Труфанка. Ще близько десятка одержали пошкодження. З-під завалів вдалось врятувати 5 людей, з них 2 дитини. О 01:42 9 березня на місце події залучався черговий караул 5-ї державної пожежно-рятувальної частини для проведення аварійно-рятувальних робіт.
У ніч на 10 березня російські війська завдали повторного удару по житловим будинкам по вулиці Привокзальній.

### 10-11 березня
Станом на 10 березня село Ворожба колишнього Лебединського району перебувало в окупації. За інформацією голови Сумської військової адміністрації Дмитра Живицького, російські військові ходили дворами мешканців села та виводили людей на вулицю. Потім росіяни підпалювали будинки, грабували та мародерствували. Також окупанти заходили до підвалів, де ховалися люди, а вони їх витягували на вулицю. «Прикриваються місцевими мирними мешканцями, щоб не було обстрілів з Байрактарів», — сказав голова військової адміністрації.
У ніч на 11 березня російські війська обстріляли житлові будинки хутора Кердилівщина Маловорожбянської сільради (нинішньої Лебединської міської громади). Загинули двоє місцевих мешканців — Василь Маслюк та Валерій Суханов.

### 12-13 березня
12 березня на Сумщині працювали «зелені коридори» для евакуації населення. Виїхати можна було до Полтави (через Ромни) із Сум, Тростянця, Конотопа, Лебедина, Великої Писарівки та Краснопілля. За словами голови Сумської ОВА Дмитра Живицького, нарешті вдалося домовитися про Лебедин, яке без зв'язку та електроенергії. З Лебедина (від міської ради) колони на особистому транспорті та автобусах почали рухатись з 9:00. Напрям руху колони: Лебедин, Штепівка, Недригайлів, Коровинці, Ромни, Андріяшівка, Лохвиця, Лубни, Полтава. Із Лебедина виїхало 28 авто (83 громадянина) та 4 автобуси (52 громадянина).
Станом на 13 березня у 22 500 абонентів на Сумщині не було електропостачання. За інформацією обласної військової адміністрації, пошкодження внаслідок обстрілів є в Охтирці, Тростянці, Лебедині та Сумах.

### 15 березня
15 березня на Сумщині працювали «гуманітарні коридори» за п'ятьма маршрутами — із Сум, Тростянця, Лебедина, Конотопа і Шостки. Кінцевий пункт призначення всіх маршрутів — Лубни на Полтавщині.

### 17 березня
З 17 по 25 березня було окуповано село Малий Вистороп. Зазнали руйнувань від російських військових як багатоквартирні будинки, так і приватні. Завдано чималої шкоди й місцевому коледжу. Таборувалися російські окупанти у ньому протягом восьми днів. Полишаючи село 25 березня, обстріляли його з танків.

### 18 березня
На Сумщині 18 березня з 9 години ранку працювали гуманітарні коридори. Можна було виїхати з Великої Писарівки, Тростянця, Краснопілля, Сум, Лебединської та Конотопської громад. З Лебедина можна було виїхати на особистому транспорті та автобусах з 9 години ранку від площі біля міської ради. З міста колона рухалась через Штепівку, Недригайлів, Коровинці, Ромни, Андріяшівку і далі на Полтавщину через Лохвицю до Лубнів. Колону традиційно супроводжували представники Міжнародної організації Червоного Хреста. За даними обласної військової адміністрації, станом на 17:00 із Лебедина виїхало: 4 автобуси — 50 громадян.

### 19-26 березня
Село Стеблянки Сумського району з 19 до 26 березня було окуповане російськими військовими — стояло 26 одиниць російської військової техніки. Вони вдиралися до хат місцевих мешканців, яких у той час не було вдома. Загарбники тягнули з будинків, де не було господарів, усе, що тільки бачили. Там де вони таборилися залишилися купи сміття зі своїх сухпайків. Світла та води у селі не було місяць.